# Lénárt Zoltán
Lénárt Zoltán (Nagytapolcsány, 1870. december 31. – Budapest, 1953. május 10.) orvos, fül-orr-gégész, egyetemi tanár.

## Életpályája
Tanulmányait Budapesten, Bécsben és Berlinben végezte el. 1894-ben diplomázott. 1894–1896 között Pertik Ottó kórbonctani intézetében, 1896-tól Kétly Károly belgyógyászati, később Réczey Imre sebészeti klinikáján folytatott orvosi gyakorlatot. 1898–1900 között kétéves külföldi tanulmányutat tett; ezalatt megszerezte a gégeorvosi szakképesítést. Hazatérése után az egyetem gégeklinikáján magántanár volt. 1902–1910 között a Poliklinika orr-fül-gégegyógyászati osztályának főorvosa volt. 1909-ben rendkívüli tanár lett. 1910–1925 között a Szent István Kórház rendelő- és főorvosa volt. 1916-tól a Szent Rókus Kórház orr-gége osztályának főorvosa volt. 1923-ban egészségügyi főtanácsossá nevezték ki. 1925-ben kinevezték az orr- és gégegyógyászat nyilvános rendes tanárának és a klinika igazgatójának (1925–1941) a budapesti orvosi karon. 1932-ben egyik alapító tagja volt az újraalakult Magyar Fül- és Gégeorvosok Egyesületének.
Kiemelkedő tudású operatőr volt, a hazai szakorvosi képzés egyik megszervezője. Komoly eredményeket ért el a gégerák műtéti megoldása területén. Alapító elnöke volt a Magyar Orr-Fül-Gégeorvosi Társ.-nak. Magyar és külföldi szaklapokban gazdag szakirodalmi tevékenységet fejtett ki.

Lénárt Zoltán álló sor balról a második

Sírja a Farkasréti temetőben található (19/3-1-85/86).

## Művei
- Hans Wilhelm Meyer és az adenoid vegetatiok kór- és gyógytanának mai állása (Budapest, 1899)
- Thiersch-féle transplantatio a gégébe és légcsőbe (1900)
- Az orrüreg elsődleges rákjáról (Donogány Zoltánnal; Budapest, 1904)
- A tonsilla pharyngea hypertrophiájáról az öregkorban (Budapest, 1905)
- Az ictus laryngisről (Budapest, 1907)
- Kísérleti tanulmány az orrüreg és a tonsillák nyirokérrendezésének összefüggéséről (Eger, 1909)
- A felső légutak tuberculosisa (1913; 1939)
- A gégecarcinoma (1931)
- Laryngologie. In.: Die Enstehung einer internationale Wissenschaftspolitik (Lipcse, 1932)
- A chronikus tonsillitis szerepe a focalis infectio keletkezésében (1935)
- A gégerák sebészi kezelésének eredményeiről (1935)
- Az orr-, gégegyógyászat és fülészet egyetemi oktatása (1935)
- Emlékkönyv Pollatschek Elemér 30 éves évfordulója alkalmából (1942)